# フタロシンヒドロラーゼ
フタロシンヒドロラーゼ(Futalosine hydrolase、EC 3.2.2.26)は、以下の化学反応を触媒する酵素である。系統名は、フタロシン リボヒドロラーゼである。
フタロシン + 水{\displaystyle \rightleftharpoons }デヒポキサンチンフタロシン + ヒポキサンチン
従って、この酵素の2つの基質はフタロシンと水、2つの生成物はデヒポキサンチンフタロシンとヒポキサンチンである。
この酵素は、メナキノンの生合成の第2段階を触媒する。